# Episauris
Episauris là một chi bướm đêm thuộc họ Geometridae.

## Các loài
- Episauris kiliani Rebel, 1898